# Gebandeerde grondscharrelaar
De gebandeerde grondscharrelaar (Brachypteracias leptosomus) is een vogel uit de familie Brachypteraciidae (grondscharrelaars).

## Verspreiding en leefgebied
Deze soort is endemisch in Madagaskar.

## Status
De grootte van de populatie is in 1999 geschat op 7800-19.600 volwassen vogels en aangenomen wordt dat dit aantal fors daalt door habitatverlies. Op de Rode lijst van de IUCN heeft deze soort daarom de status kwetsbaar.